# Dos tontos y un loco
Dos tontos y un loco é um filme de comédia mexicano dirigido por Agustín P. Delgado e Miguel Morayta e produzido por Roberto Gómez Bolaños. Lançado em 1960, foi protagonizado pela dupla humorística Marco Antonio Campos e Gaspar Henaine.

## Elenco
- Marco Antonio Campos - Viruta
- Gaspar Henaine - Capulina
- Kippy Casado - Burundanga
- Evita Muñoz - Cuquis
- Arcelia Larrañaga
- Roberto Gómez Bolaños